# Homoloien
Die Homoloien (altgriechisch Ὁμολώϊα Homolōia, lateinisch Homoloia) waren eine in Orchomenos abgehaltene kultische Feier. Es ist nicht geklärt, zu Ehren welcher Gottheit die Homoloien abgehalten wurden. Die Epiklese Homoloios ist in Böotien für Zeus, Athena und Demeter bezeugt. Zudem kommen der Heros Homoloos oder der Monatsname Homoloios (Mai/Juni) als Namensgeber in Frage. Im Rahmen der Feierlichkeiten wurden primär dramatische Agone abgehalten, die auch eine athletische Komponente aufwiesen. Inschriftlich sind die Homoloien durch zwei Siegerlisten aus dem frühen 1. Jahrhundert v. Chr. bezeugt. Die Homoloien standen in engem Zusammenhang mit den ebenfalls in Orchomenos abgehaltenen Charitesien.